# 友呂岐村
友呂岐村（ともろぎむら）は、大阪府北河内郡にあった村。現在の寝屋川市北部にあたる。

## 地理
- 河川：淀川、寝屋川

## 歴史
- 1889年（明治22年）4月1日 - 町村制の施行により、茨田郡太間村・郡村・三井村・田井村・木屋村・平池村・石津村の区域をもって発足。
- 1896年（明治29年）4月1日 - 所属郡が北河内郡に変更。
- 1943年（昭和18年）4月1日 - 九個荘町・豊野村・寝屋川村と合併して寝屋川町が発足。同日友呂岐村廃止。

## 交通

### 鉄道路線
- 京阪電気鉄道
  - 京阪本線
    - 豊野駅 - 香里園駅

豊野駅は1943年1月まで「運動場前駅」、香里園駅は1938年3月まで「香里駅」と称した。なお、豊野駅は1963年5月に寝屋川市駅と統合する形で廃駅となり、同時に寝屋川市駅が寝屋川村の旧村域である木田（現・木田町）から当村の旧村域である平池（現・早子町）へ移転した。

### 道路
- 京街道

## 名所・旧跡・観光スポット・祭事・催事
- 友呂岐神社
- 静照寺
- 成田山大阪別院明王院
- 香里遊園地 - 京阪電気鉄道が1910年に村内の大字郡（こおり）に開設。阪神間の遊園地として繁盛していた香櫨園遊園地にヒントを得て「香里」という表記を採用した。1912年に枚方に移転し、現在のひらかたパークとなる。